# Amanita aurantiaca
Amanita aurantiaca är en svampart som beskrevs av Pers. 1801. Amanita aurantiaca ingår i släktet flugsvampar och familjen Amanitaceae.   Inga underarter finns listade i Catalogue of Life.